# Макдуф
Макдуф (англ. Macduff) — персонаж трагедии Уильяма Шекспира «Макбет», написанной в 1606—1607 годах, шотландский тан, который играет важную роль в действии: он первым подозревает Макбета в убийстве короля Дункана, а в финале убивает его в бою и спасает таким образом Шотландию от тирании. Образ Макдуфа был взят Шекспиром из исторических хроник. Этот персонаж появляется во всех экранизациях пьесы.

## Роль в сюжете
Макдуф появляется в «Макбете» как верный вассал короля Дункана I. Узнав, что Дункан убит в замке Макбета, Макдуф сначала принимает официальную версию событий (об убийстве, совершённом сыновьями короля), но отказывается присутствовать при коронации нового правителя. Позже он понимает, что Дункана убил Макбет, и решает бороться с тиранией. Макдуф уезжает в Англию, где нашёл убежище наследник короны Малькольм. Макбет, узнав об этом, приказывает убить его жену и детей. Макдуф совместно с Малькольмом и Сивардом собирает армию и вторгается в Шотландию. Макбет, осаждённый в замке Дунсинан, сходится с Макдуфом в схватке. Он говорит, что, согласно пророчеству, не может быть убит мужчиной, которого родила женщина, но Макдуф отвечает, что был «из чрева матери ножом исторгнут». В итоге Макдуф убивает Макбета и отрубает ему голову.

## История персонажа
Тан Файфа по имени Макдуф, живший в XI веке, впервые упоминается в хронике Рафаэля Холиншеда (1587), в основе которой лежат шотландские исторические легенды и работы более ранних хронистов. В источниках XI века он не фигурирует, так что реальное существование Макдуфа остаётся недоказанным. При этом в Файфе в Средние века действительно существовал клан Макдуф (Макдафф), считавшийся самым могущественным в этом графстве.
В юмористическом рассказе Джеймса Тёрбера The Macbeth Murder Mystery (1937) действующие лица обсуждают заведомо абсурдную гипотезу о том, что Макдуф скрывается под маской «Третьего убийцы», участвовавшего в нападении на Банко и Флинса.

## В экранизациях
Макдуф появляется в многочисленных художественных фильмах, снятых на основе пьесы Шекспира:
- 1916 — Макбет (Уилфред Лукас);
- 1948 — Макбет (Дан О’Херлихи);
- 1954 — Макбет (Ричард Уоринг);
- 1961 — Макбет (Тед Фоллоус);
- 1965 — Макбет (Кит Эден);
- 1979 — Макбет (Боб Пек);
- 1981 — Макбет (Саймон Маккоркиндейл);
- 1997 — Макбет в поместье (Дэвид Хэрвуд);
- 2001 — Скотланд, Пенсильвания (Кристофер Уокен);
- 2010 — Макбет (Сьюзан Берден);
- 2015 — Макбет (Шон Харрис);
- 2021 — Трагедия Макбета (Кори Хокинс).